# Ioan Becali
Ioan Becali (n. 10 iunie 1952, Galați, regiunea Galați) este un om de afaceri și impresar român de fotbal, cunoscut și sub numele de Giovanni Becali.
Ioan Becali și fratele său, Victor Becali, au fost primii doi agenți oficiali de fotbaliști din România de după 1989.

## Controverse
La 14 februarie 2009, l-a scuipat pe moderatorul de televiziune Emanuel Terzian în timpul pauzei publicitare, după care a aruncat și cu microfonul în acesta.
În martie 2014 a fost condamnat în Dosarul Transferurilor la 6 ani și 8 luni de închisoare cu executare împreună cu fratele său Victor Becali precum și cu George Copos și alții.